# Gebirgsverein für das nördlichste Böhmen

Logo des Gebirgsvereins für das nördlichste Böhmen

Der Gebirgsverein für das nördlichste Böhmen war ein Touristenverein mit Sitz im böhmischen Schönlinde (heute: Krásná Lípa/Tschechische Republik), dessen Arbeitsgebiet im Böhmischen Niederland an der Grenze zu Sachsen lag. Er wurde im Jahre 1885 gegründet und 1938 nach der Angliederung des Sudetenlandes an das Deutsche Reich aufgelöst.

## Geschichte

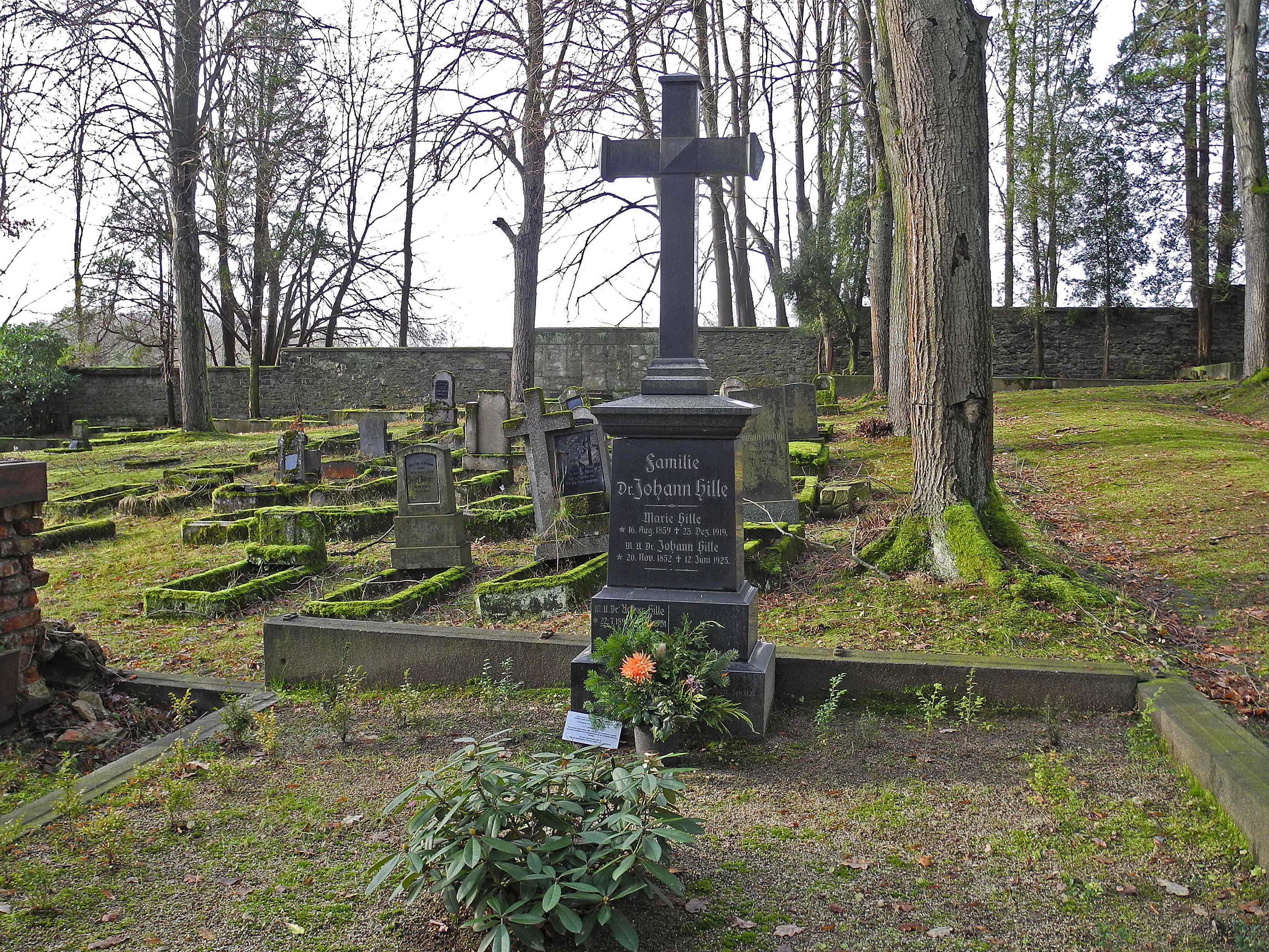
Grab des Vereinsvorsitzenden MUDr. Johann Hille auf dem Friedhof von Schönbüchel (2017)

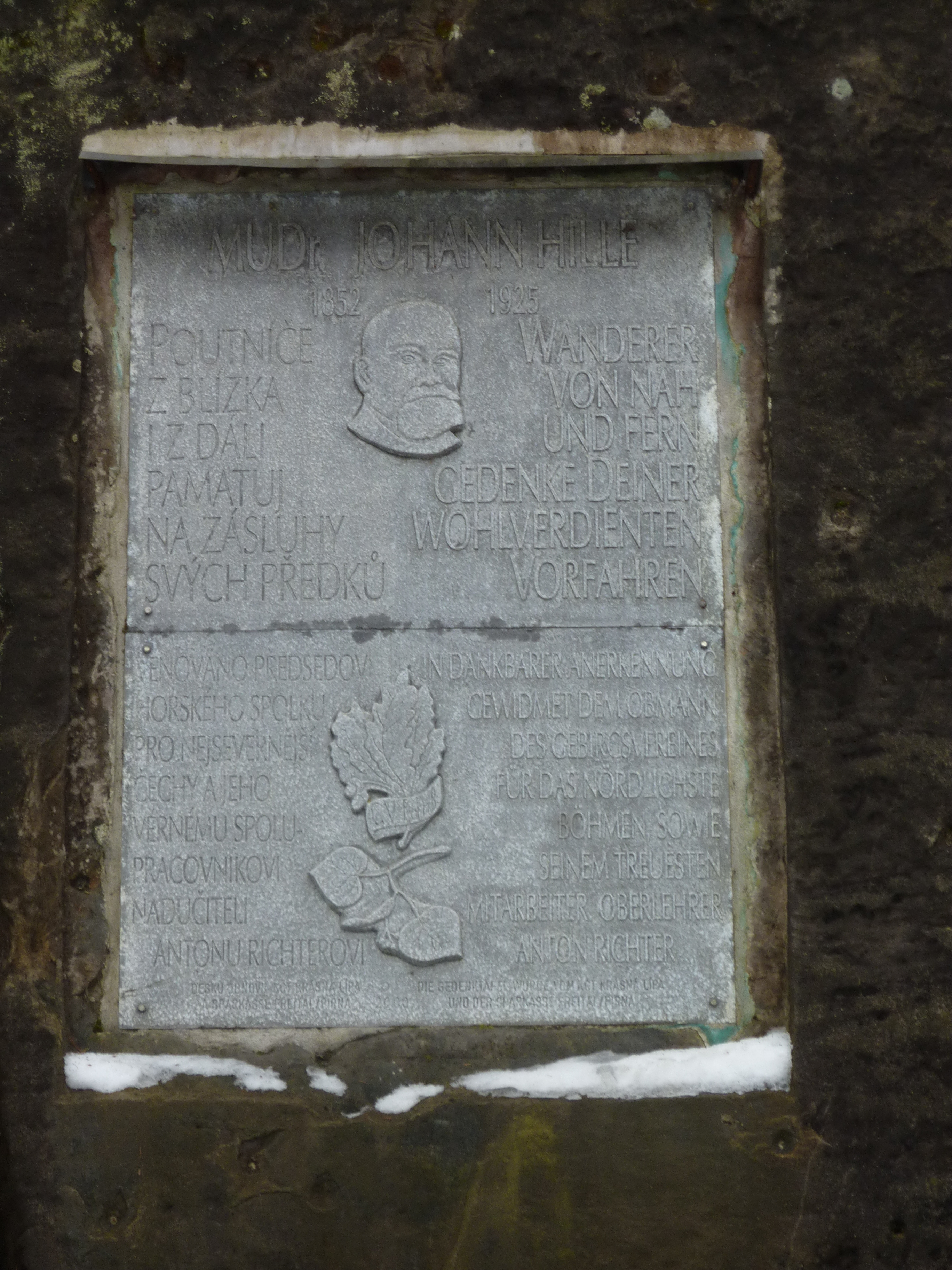
Gedenktafel für MUDr. Hille und Oberlehrer Anton Richter in Khaa (2012)

Nachdem im Jahre 1884 der Gebirgsverein für das Khaathal gegründet worden war, wurde nach dessen Vorbild am 13. September 1885 in Schönlinde der Gebirgsverein für das nördlichste Böhmen gebildet, dessen Vorgänger ein aufgelöster Touristenklub war. Schon bald entstanden in den umliegenden Orten des westlichen Lausitzer Gebirges, der östlichen Böhmischen Schweiz und im Böhmischen Niederland oder Schluckenauer Zipfel Abteilungen des Gebirgsvereins. Bereits im Jahre 1893 schloss sich dann auch der Gebirgsverein für das Khaathal dem Gebirgsverein für das nördlichste Böhmen an. Die Mitglieder des Gebirgsvereines hatten sich als Ziele u. a. die Förderung des Fremdenverkehrs durch den Auf- und Ausbau eines gut markierten und mit Ruhebänken versehenen Wanderwegnetzes sowie den Bau von Aussichtstürmen, Unterkunftshäusern und Freibädern und die Publikation von Wander- und Reiseführern der Region gesetzt.
Der Verein veranstaltet Sommer- und Winterausflüge, nahm sich auch dem Auf- und Ausbau von Studenten-  und Jugendherbergen an sowie gan auch ein sogenanntes Jahrzehntbuch und die Höhenfeuer genannten Dichtergrüße zur Sonnwend-Feier heraus.
Nach der Wende zum 20. Jahrhundert hatte der Gebirgsverein über 1640 zahlende Mitglieder und 18 Ortsgruppen bzw. Abteilungen. Diese hatten ihren Sitz in Altehrenberg, Blottendorf, Daubitz, St. Georgenthal, Hainspach, Khaa, Kreibitz, Niedergrund, Oberpreschkau, Rumburg, Schluckenau, (Groß) Schönau, Schönbüchel, Schönlinde, Warnsdorf, Wolfsberg, Zeidler und Zwickau in Böhmen.
Nach der Gründung des Tschechoslowakischen Republik im Jahre 1919 blieb der Gebirgsverein bestehen. Die Nationalität seiner Mitglieder war zum überwiegenden Teil deutsch.
Im Zuge der Oktober 1938 erfolgten Angliederung des Grenzgebiete der Tschechoslowakei an das Deutsche Reich und der Bildung des Reichsgaues Sudetenland folgte de facto die Auflösung des Gebirgsvereins und dessen Gleichschaltung mit den anderen nationalsozialistischen Massenorganisationen. Nach der Wiedergründung der Tschechoslowakei im Jahre 1945 und der danach einsetzenden Vertreibung der deutschböhmischen Bevölkerung war eine Wiederbelebung des Vereins in der alten Form nicht mehr möglich. Die später gegründete Ortsgruppe Krásná Lípa des 1948 aufgelösten Klub českých turistů bewahrte jedoch in Teilen das Erbe des alten Vereines. So gelang 1972 die Rettung der alten Wolfsbergbaude samt Aussichtsturm durch eine formale Übernahme in Privatbesitz.
Zunächst wurde über die Vereinsarbeit öffentlich in der Nordböhmischen Touristenzeitung berichtet. In späteren Jahren erschien eine eigene Vereinszeitschrift, die Rundblick genannt und in Böhmisch Leipa verlegt wurde.
Erster Vorsitzender war seit der Vereinsgründung bis zu seinem Tod der Mediziner MUDr. Johann Hille (1852–1925) aus Schönlinde, der auch Initiator des 1902/04 angelegten ersten Kammweges war und dessen Grab noch heute erhalten geblieben ist.

## Vom Gebirgsverein und dessen Vorgängern errichtete touristische Ziele
(Auswahl)

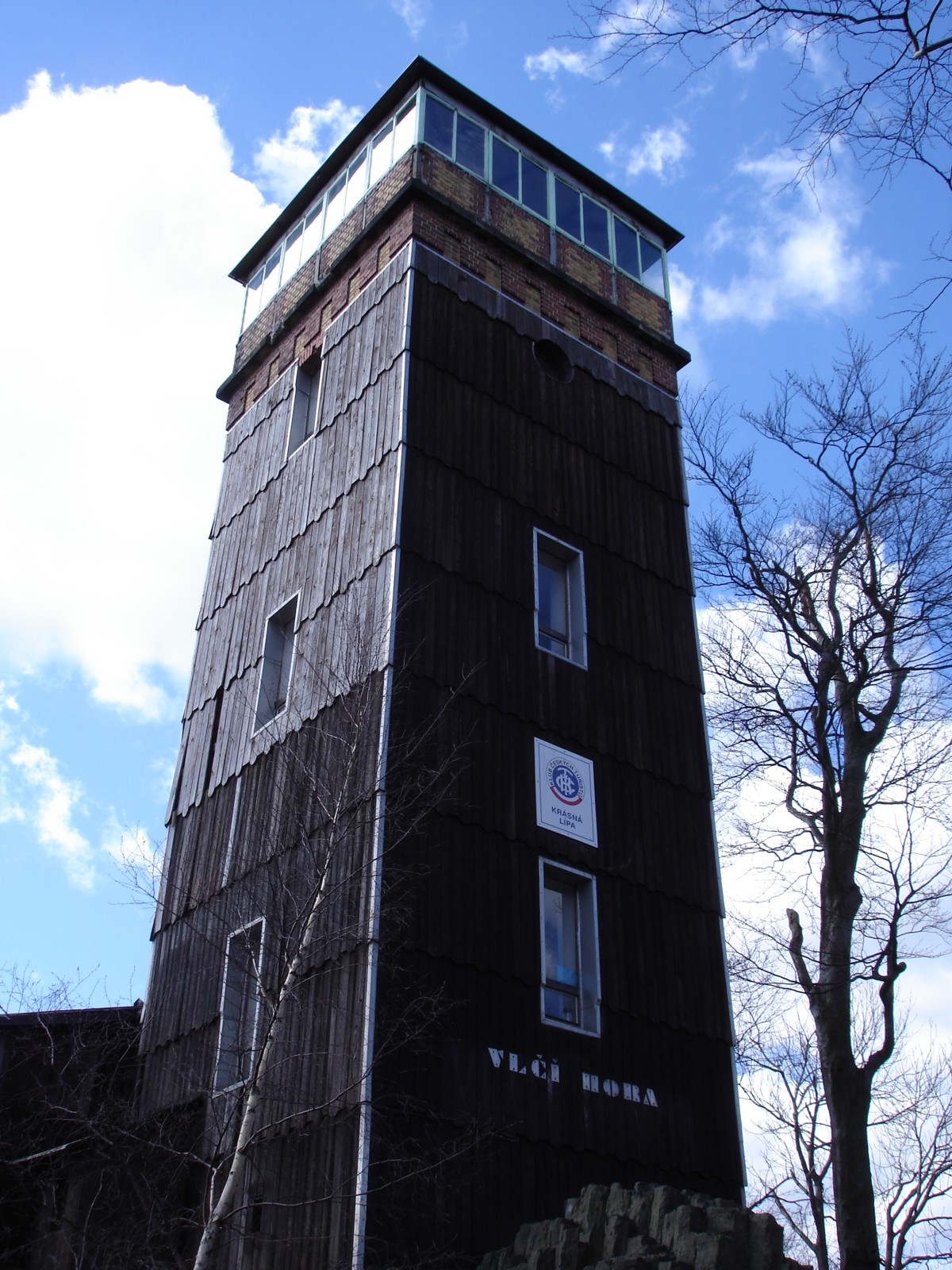
Aussichtsturm auf dem Wolfsberg

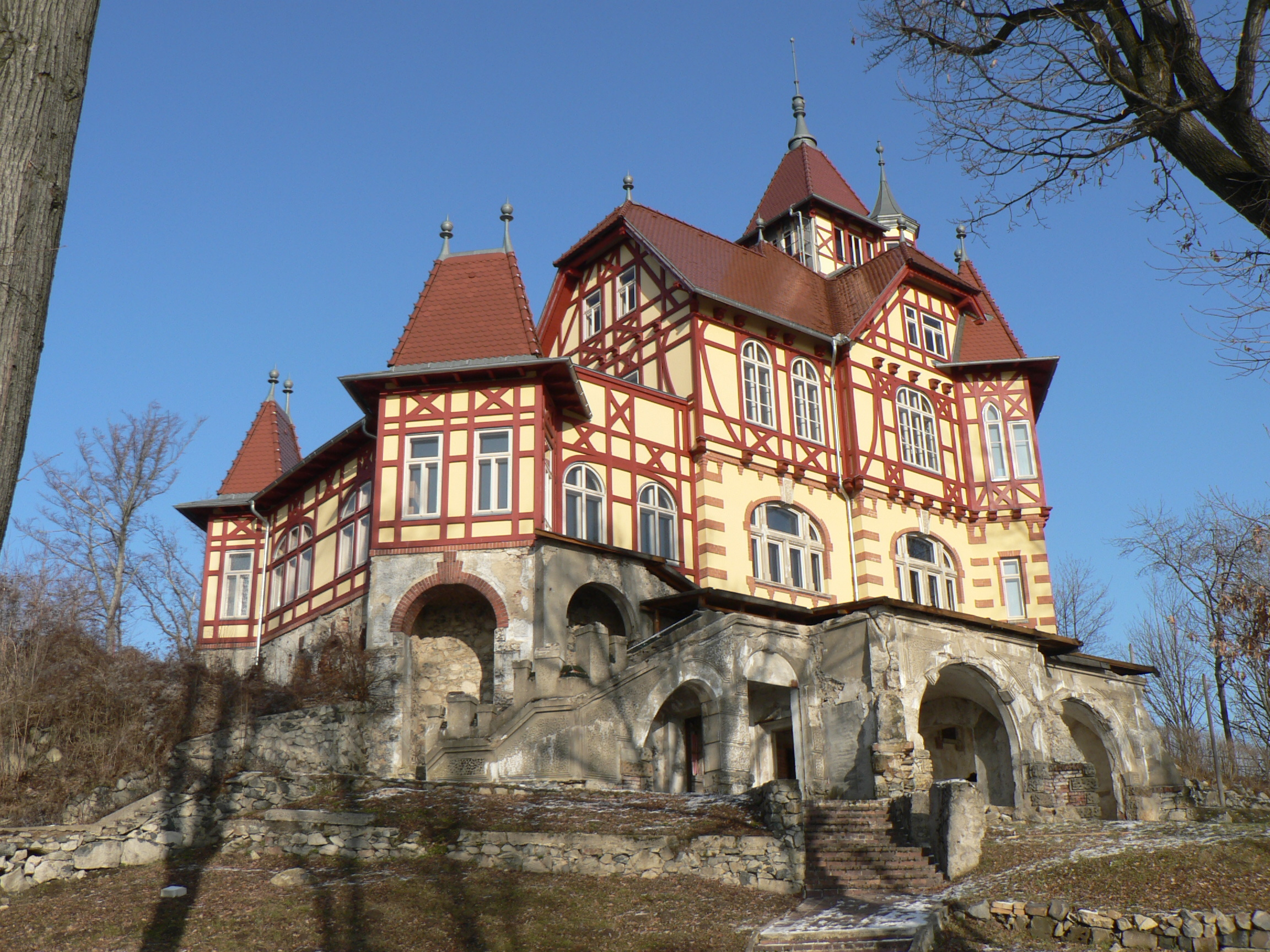
Burgbergwarte

- 1885 Schutzhütte auf der Kinskyhöhe bei Khaa
- 1886 Aussichtsturm auf dem Tanzplan, 1905 in Stein erneuert
- 1886 Schutzhütte auf dem Iricht bei Daubitz und Ausbau des Weges dorthin
- 1886 Schutzhütte auf der Klötzerhöhe bei Kreibitz
- 1887 Schutzhütte und 1888 Aussichtsturm auf dem Wolfsberg, 1901 zum Berggasthaus erweitert
- 1888 Schutzhütte und 1891 Aussichtsturm auf dem Tannenberg
- 1904 Warte auf dem Burgberg bei Warnsdorf
- 1905 Gebirgsverein-Schänke am Rauchberg
- Aussichtsturm auf dem Jüttelsberg (1903 zerstört)
- 1909 Baude auf dem Pirsken
- 1930 Birkenbaude bei Zeidler
- 1934 Schutzhaus auf dem Scheibenberg bei Khaa

## Publikationen des Gebirgsvereins
- Jahrzehntbuch, erstes, des Gebirgsvereins für das nördlichste Böhmen 1885—1895, Schönlinde 1896.
- Robert Weber: Niederlandheimat. 43 Gedichte, herausgegeben vom Gebirgsvereine für das nördlichste Böhmen, Rumburg, Pfeifer, 1933.